# Шурыгин, Борис Николаевич
Борис Николаевич Шурыгин (род. 1947) — советский и российский палеонтолог, специалист в области стратиграфии и палеонтологии, член-корреспондент РАН (2008).

## Биография
Родился 31 октября 1947 года в Александровск-Сахалинском.
В 1971 году — окончил геолого-геофизический факультет Новосибирского государственного университета.
С 1971 года — работает в Институте геологии и геофизики СО АН СССР, заведующий лабораторией палеонтологии и стратиграфии мезозоя и кайнозоя.
В 1976 году — защитил кандидатскую диссертацию (утверждение в 1977 году).
В 2003 году — защитил докторскую диссертацию (утверждение в 2004 году).
В 2008 году — избран членом-корреспондентом РАН.
Заместитель заведующего и профессор кафедры исторической геологии и палеонтологии геолого-геофизического факультета Новосибирского государственного университета.

## Научная деятельность
Основные научные результаты:
- ревизован таксономический состав и в значительной мере упорядочена система нижне- и cpeднеюрских двустворок Сибири, особенно в части широко распространенных здесь Ctenodontida, Arcacea, Oxytomidae и Pectinidae;
- разработаны и применены на практике методы создания и комплексного анализа системы параллельных зональных шкал для эффективного решения задачи инфразональной корреляции;
- с группой соавторов созданы новые региональные стратиграфические схемы юры и мела нефтегазоносных бассейнов Сибири;
- разработаны принципы анализа катен бентоса для фациальных реконструкций морских бассейнов мезозоя, эффективные при работах по прогнозированию зон поисков месторождений;
- с группой соавторов разработаны правила палеобиогеографической классификации и опубликованы первые соответствующие номенклатурным требованиям описания бореальных зоохорий мезозоя.

Научно-организационная деятельность
- член всероссийского палеонтологического общества (с 1979 года), член Центрального совета ВПО (с 2008 года);
- состоит в Межведомственном стратиграфическом комитете России: Сибирская региональная межведомственная стратиграфическая комиссия (с конца 70-х годов), председатель Юрской секции СибРМСК (с 2000 года), Бюро Юрской комиссии МСК России (с 2006 года);
- International Subcomission on Jurassic Stratigraphy: голосующий представитель от России (с 1999 года).

Автор 207 научных работ, в том числе 15 монографий и шести учебных пособий.
Заместитель заведующего кафедрой исторической геологии и палеонтологии в Новосибирском госуниверситете, профессор НГУ, автор учебных пособий для студентов.
Под его руководством защищено докторская и пять кандидатских диссертаций.

## Награды
- Заслуженный геолог Российской Федерации (2008)[2]
- Грамота Министерства образования РФ (2000)
- Медаль А. А. Борисяка «За развитие палеонтологии» (2010)